# Hišám Misbah
Hišám Hasan Misbah (arabsky هشام مصباح‎) nebo (anglicky Hesham (Hisham) Mesbah) (* 17. března 1982 v Alexandrii, Egypt) je bývalý egyptský zápasník – judista, bronzový olympijský medailista z roku 2008.

## Sportovní kariéra
S judem začínal v 7 letech v klubu al-Ittihad v rodné Alexandrii. Připravoval se pod vedením Josri Zaglula. V roce 2004 se vítězstvím na mistrovství Afriky kvalifikoval na olympijské hry v Athénách, ale vypadl ve druhém kole. Patřil vždy za nesmírně houževnatého, tvrdého zápasníka. V roce 2008 odjížděl na olympijské hry v Pekingu, ve výborné formě. Ve druhém kole sice takticky nezvládl zápas proti Gruzínci Irakli Cirekidzemu, ale přes opravy se dostal do boje o třetí místo, ve kterém výstavní te-gurumou hodil na ippon Francouze Matthieu Dafrevilla a získal bronzovou olympijskou medaili. V roce 2010 se ho citelně dotkla nová pravidla boje. I přes tyto nepříjemnosti se mu podařilo kvalifikovat se na olympijské hry v Londýně. Vypadl v prvním kole a následně ukončil sportovní kariéru.

## Výsledky
| Olympijské hry     |    |    |   | úč. |    |    |    | 3. |    |   |     | úč. |  |  |
| Mistrovství světa  | —  |    | — |     | 5. |    | 5. |    | 3. | — | úč. |     |  |  |
| Africké hry        |    |    | ? |     |    |    | 1. |    |    |   | 1.  |     |  |  |
| Mistrovství Afriky | 3. | 3. |   | 1.  | 2. | 1. |    | 2. | 1. | — | 5.  | 1.  |  |  |